# ミステリー案内シリーズ
ミステリー案内シリーズ（ミステリーあんないシリーズ、英：Retro Mystery Club）は、ハッピーミールが開発しフライハイワークスより発売されたコマンド選択式アドベンチャーゲームのシリーズ。

## 概要
作品ごとに異なる日本の特定地域が舞台となり、主人公の刑事（プレイヤー）が部下の開明寺ケン（かいめいじけん）とともに殺人事件の解決を目指すという旅情ミステリーが展開される。制作に際してはロケハンが行われ、地域の特産物や名所旧跡、伝統工芸などの要素が盛り込まれている。
シリーズは2019年より展開しているが、作品のサウンドやグラフィックは1980年代のゲーム機であるファミリーコンピュータ（ファミコン）の仕様に合わせて制作されている。ハッピーミール代表の関純治はファミコンに対して強い思い入れがあり、アドベンチャーゲームの形式がサウンドノベル、ビジュアルノベルと変化していく時代の流れの中で、ファミコン当時のコマンド選択方式のアドベンチャーゲームをやりたいと考えたことが制作の動機となっている。

## ゲームシリーズ作品
- 伊勢志摩ミステリー案内 偽りの黒真珠（2019年1月24日発売） - 三重県の伊勢志摩地域が舞台。
- 秋田・男鹿ミステリー案内 凍える銀鈴花（2020年12月24日発売） - 秋田県の男鹿市が舞台。
- 大分・別府ミステリー案内 歪んだ竹灯篭（2022年7月7日発売） - 大分県の別府市が舞台。

## スピンオフ作品

### 草津・伊香保ミステリー案内 霹靂の群青歌留多
『草津・伊香保ミステリー案内 霹靂の群青歌留多』（くさつ・いかほミステリーあんない へきれきのぐんじょうかるた）は、2019年12月13日から2020年1月31日にかけてCAMPFIREで実施したクラウドファンディングの支援者に向けて2021年4月にDVDで提供されたOVA作品。全編にわたりゲーム画面のようなドット絵で描かれている。エンディングが異なる3種類のバージョンが存在し、通常の支援者には1種類のみ、多額の支援を行った支援者には3種類すべてが提供された。一般販売は予定されていない。
ゲームシリーズ1作目『伊勢志摩ミステリー案内 偽りの黒真珠』の事件解決後の出来事が描かれる外伝作品で、同作に登場する浜宮珠海（声：木本景子）と西沢カナが群馬県草津町の温泉街を旅行で訪れ、そこで出会った探偵の小舞木舞（こまいぎ まい、声：柚木尚子）とともに、かるたを用いた見立て殺人の謎に挑んでいく。
本作は、ゲーム版を開発するハッピーミールとテレビ東京コミュニケーションズの共同プロジェクトとして制作された。作品内容は「ミステリードラマがドット絵になってテレビ東京で放映されている」という体裁になっており、途中でドット絵のCMや提供クレジットが表示される演出が含まれている。

### 川越ミステリー案内 閉ざされた桃源郷
『川越ミステリー案内 閉ざされた桃源郷』（かわごえミステリーあんない とざされたとうげんきょう）は、DramaBase株式会社が運営するドラマプラットフォーム「DRAMABASE」で2022年3月18日より配信開始したインタラクティブドラマ。視聴者が途中で選択肢の選択やキーワード入力を行うことで物語の展開が変化するという構成になっている。
物語の舞台は埼玉県川越で、イベントに出演予定だった人気アイドルの桃沢セイナが行方不明となった事件を解決するべく、大学生の由以佳が刑事のケン、如月とともに捜索を行う。

#### キャスト（川越ミステリー案内）
- 主人公 由以佳：井筒しま
- ケン：田中理来
- 如月：真洋
- イベント主催者 川田：坂口候一
- 川田の妻：鈴木はるか
- ご当地アイドル 七瀬：青山海美
- 桃沢マネージャー ：横山真史
- イベント清掃員：青矢修
- 謎の男：安井秀和
- 桃沢セイナ：廣川奈々聖（わーすた）

#### スタッフ（川越ミステリー案内）
- 監督・脚本：高山康平
- エグゼクティブプロデューサー：渡邉一眞
- プロデューサー：木村克幸
- 原作：「ミステリー案内シリーズ」
  - 関純治
  - 臣ヤスユキ
  - 荒井清和
- 撮影：亀井耶馬人
- 照明：山口峰寛
- 録音・MA：寒川聖美
- ヘアメイク：島田文子、角田之恵
- 助監督：谷澤翼
- 撮影助手：小畑智寛
- ヘアメイク助手：小町雪
- 楽曲提供：森彰子
- 編曲：中村亮
- 協力
  - 浅井企画
  - アトレマルヒロ川越
  - 株式会社アローズエンタテインメント
  - エイベックス・マネジメント株式会社
  - 株式会社ケテル
  - 株式会社ゼスト
  - 株式会社フジパシフィックミュージック
  - 株式会社Donuts
  - dot green株式会社
  - 遠藤稔文
  - 佐々木理奈（あきたノート）
- 企画・制作
  - 中西一彦
  - ハッピーミール株式会社
  - DramaBase株式会社